# Claude a Franței

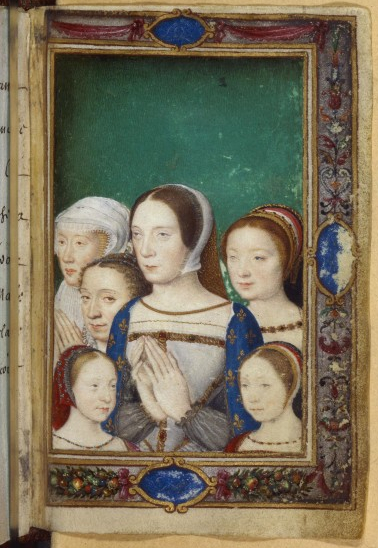
Claude a Franţei înconjurată de cele patru fiice ale sale, Louise şi Charlotte în prim plan, Marguerite şi Madeleine în plan secund. Portret postum realizat la 30 de ani după decesul lui Claude.

Claude a Franței (13 octombrie 1499 – 20 iulie 1524), a fost regină a Franței și ducesă de Bretania; a fost fiica cea mare a regelui Ludovic al XII-lea al Franței și a Annei, ducesă de Bretania.
Ca primă soție a lui Francisc I al Franței, ea a fost mama regelui Henric al II-lea și bunica ultimilor trei regi ai Casei de Valois, a Elisabetei, regină a Spaniei, a Ducesei de Lorena și a Margaretei de Valois. De asemenea, ea a fost bunica maternă a lui Carol Emanuel I de Savoia.

## Copii
Claude și Francisc I au avut șapte copii: 
- Louise, Prințesă a Franței (19 august 1515 - 21 septembrie 1517).
- Charlotte, Prințesă a Franței (23 octombrie 1516 - 8 septembrie 1524).
- Francisc, Delfin al Franței (28 februarie 1518 - 10 august 1536).
- Henric al II-lea, rege al Franței (31 martie 1519 - 10 iulie 1559) - căsătorit cu Caterina de Medici. A avut moștenitori.
- Madeleine, Prințesă a Franței (10 august 1520 - 2 iulie 1537) - căsătorită cu Iacob al V-lea al Scoției. Fără moștenitori.
- Carol de Valois, Duce de Orleans (22 ianuarie 1522 - 9 septembrie 1545).
- Marguerite a Franței (5 iunie 1523 - 14 septembrie 1574) - căsătorită cu Emmanuel Philibert, Duce de Savoia. A avut moștenitori.